# Právo na práci
Právo na práci je jedno ze základních lidských práv obsažených v lidskoprávních dokumentech vydaných na globální úrovni (např. v Mezinárodním paktu o hospodářských, sociálních a kulturních právech z roku 1966), na regionální úrovni (např. Listina základních práv Evropské unie) i na národní úrovni (Listina základních práv a svobod ČR). Řadí se mezi hospodářská, sociální a kulturní práva.

## Součást nedílných lidských práv
Nejčastější dělení lidských práv zahrnuje kategorie občanských, politických, hospodářských, kulturních a sociálních práv. Hovoří se o nedílnosti všech těchto lidských práv a potřebě je vidět v celku. Pro důstojný lidský život jsou stejně důležité všechny kategorie lidských práv. Je ale faktem, že jsou sociální práva někdy považována za práva nižší kategorie. Sociální práva vyžadují na rozdíl od občanských a politických vyšší stupeň aktivity (např. další vymezující právní předpisy) a více hmotných nákladů. Neplnění závazků státu, které vyplývají ze sociálních práv vůči fyzickým osobám, může v individuálních případech porušit jejich subjektivní práva. Soudy taky v porušení sociálního práva vidí i porušení některého širšího osobnostního základního práva, např. práva na lidskou důstojnost (z ní jsou přece odvozena i sociální práva). Vymahatelnost sociálních práv potvrzuje i Evropský soud pro lidská práva, který konstatoval: „Neexistuje nepřekročitelná hranice oddělující sféru sociálních práv od sféry, kterou pokrývá Úmluva“.
Morální východisko lidských práv spočívá v morálním závazku uznat všechny ostatní jako subjekty rovných práv. Důvodem je morální úcta k individuálnímu sebeurčení každé osoby (rozhodovat o sobě a svém životě, najít a uskutečňovat koncepty vlastního života). Jejich základem je ve všech dokumentech uváděná lidská důstojnost. Její respektování se projevuje právě v tom, že se každý člověk ctí jako subjekt svobodného sebeurčení a svobodného spolurozhodování. Proto se hovoří o lidských právech jako o právech na svobodu. Je zajímavou otázkou, zda kromě lidských práv, která mají přímo v názvu právo na určitou svobodu, je možno uvažovat i o sociálních právech (např. o právu na práci) jako o právech na svobodu. Odpovědí může být ano, protože toto právo chrání před jednostrannými závislostmi a z toho plynoucí nesvobodou.

## Právo na práci v evropském právu
Listina základních práv EU řadí právo na práci do kapitoly IV. Solidarita. Můžeme zde číst o právu pracovníků na informace a konzultace v rámci podniku (čl. 27), právu na zprostředkování práce (bezplatný přístup k zprostředkovacím službám pracovních ̇úřadů, čl. 29), o ochraně v případě neoprávněného propuštění ze zaměstnání (čl. 30), o právu na spravedlivé a uspokojivé pracovní podmínky (respektující jeho zdraví, bezpečnost a právě výše zmíněnou důstojnost; zahrnující právo na vymezení maximální délky pracovní doby, na každodenní přestávky, každoroční dovolenou, čl. 31), o právu na rodinný a profesní život (souvisí s ochranou rodiny i po právní, ekonomické a sociální stránce, se snahou dát do souladu rodinný a profesní život, a proto obsahuje i ochranu proti propuštění z důvodu mateřství a zajišťuje rodičovskou dovolenou, čl. 33), o právu na sociální zabezpečení a sociální pomoc (souvislost např. s pracovním úrazem, čl. 34).

## Právo na práci v českém kontextu
Pojem práce lze v nejširším pojetí definovat jako cílevědomou lidskou činnost, která vytváří nějaké hodnoty.

  Právo na práci je v České republice zakotveno v Listině základních práv a svobod v článku 26:
(1) Každý má právo na svobodnou volbu povolání a přípravu k němu, jakož i právo podnikat a provozovat jinou hospodářskou činnost.
(2) Zákon může stanovit podmínky a omezení pro výkon určitých povolání nebo činností.
(3) Každý má právo získávat prostředky pro své životní potřeby prací. Občany, kteří toto právo nemohou bez své viny vykonávat, stát v
přiměřeném rozsahu hmotně zajišťuje; podmínky stanoví zákon.
(4) Zákon může stanovit odchylnou úpravu pro cizince. 
Právo na zaměstnání je užším pojmem než právo na práci a má poměrně jiný význam. U práva na práci jde téměř o jakoukoli činnost, která je spojena s realizací zájmů, které mají vést k dosažení prostředků pro svou existenci. U práva na zaměstnání se jedná pouze o činnosti, u nichž k realizaci zájmů dochází výkonem závislé práce zaměstnance pro zaměstnavatele.
Pojmem práce se označují všechny cílevědomé činnosti za účelem uspokojení určitých potřeb. Nelze ji přitom omezovat jen na výdělečnou činnost. Nicméně v souvislosti s uvedeným tématem bude nutno ji chápat právě v omezeném smyslu, a to jako profesní, resp. výdělečnou práci v rámci vlastních schopností za odměnu, protože jen tato forma práce zajišťuje materiální zabezpečení existence. Právu na práci je možno rozumět jako subjektivnímu právu vůči soukromému zaměstnavateli nebo státu či jako ideji pro odpovídající státní politiku. Za adresáta práva na práci může být v systému tržního hospodářství (taky v ČR) považován jen stát. Nárok na zcela určité pracovní místo adresovaný privátnímu zaměstnavateli by totiž narušilo základ občanskoprávního systému, volnost při uzavírání smluv a vlastně zavádělo systém plánovaného hospodářství. Ovšem i označení státu jako adresáta individuálního nároku na konkrétní pracovní místo představuje neřešitelné problémy. Prostor jeho politického působení by se omezil na cíl plné zaměstnanosti, který by narážel minimálně na ekonomické možnosti a kritéria stability EU. Dalšími, důležitými otázkami jsou mimo jiné: o jaký objekt nároku se jedná, na který druh práce se právo vztahuje (odpovídající kvalifikaci, či jen na práci, jež zajišťuje existenci)? Z toho vše vyplývá, že adresátem práva na práci může být jen stát, že není možno chápat toto právo jako subjektivní právo a že proto spíš znamená orientační rámec pro státní politiku zaměstnanosti. Právo na práci přitom nezahrnuje jakoukoli práci, ale lidsky důstojnou práci (zde lze využít minimální standardy Mezinárodní organizace práce). To pak souvisí s kvalitou pracovního práva a s právy v práci. V širším slova smyslu lze – dle uvedené Listiny základních práv EU - právu na práci rozumět tak, že je ukotveno ve čtyřech oblastech: v politice zaměstnanosti, v pracovním právu, ochraně nezaměstnaných a ochraně před diskriminací.